# میدان فکه
میدان فکه (به عربی: حقل الفكة) میدان نفتی مستقر در استان میسان واقع در کشور عراق است، که با میدان پایدار غرب در ایران دارای مخزن مشترک می باشد. این میدان در سال ۱۹۷۹ کشف شد.
میدان فکه در سال ۲۰۰۳ تولیدی معادل ۵۰ هزار بشکه در روز داشت و نفت درجای آن در حدود ۲٫۵ میلیارد بشکه، برآورد می‌شود.